# Province de Gitarama
La province de Gitarama était, de 2002 à 2006, la dénomination de l'une des 12 provinces du Rwanda (ces entités étaient appelées, avant la réforme administrative de 2002, des « préfectures »). Gitarama en était la « capitale » (ou, parfois, selon certains textes officiels rwandais, le « chef-lieu »).
La réforme territoriale du 1er janvier 2006 l'a fait disparaître en la fusionnant avec les provinces de Butare et de Gikongoro, donnant ainsi naissance à une nouvelle Province du Sud dont le chef-lieu est Nyanza.

### Articles liés
- Provinces du Rwanda
- Anciennes structures administratives du Rwanda (jusqu'au 1er janvier 2006)